# Шокальская, Зинаида Юльевна
Зинаида Юльевна Шокальская (1882—1961) — советский учёный почвовед-физико-географ, доктор географических наук, профессор. Почётный член  Всесоюзного географического общества и Всесоюзного общества почвоведов при АН СССР (с 1955). Директор Центрального музея почвоведения имени В. В. Докучаева АН СССР (1942—1959). Заслуженный деятель науки РСФСР (1958).

## Биография
Родилась 9 декабря 1882 года в Петербурге в семье известного учёного-географа Ю. М. Шокальского.
С 1909 по 1914 год обучалась на естественном факультете Бестужевских высших женских курсов, по окончании которых получила специализацию почвоведа и минеролога. С 1914 по 1916 год в период Первой мировой войны в качестве санитарки в военном госпитале ухаживала за ранеными воинами. 
С 1918 по 1942 год на научно-исследовательской работе в почвенном отделе Комиссии по изучению естественных производительных сил (с 1924 года —  Институт почвоведения, с 1927 года — Почвенный институт имени В. В. Докучаева АН СССР). С 1930 года под руководством профессора Б. Б. Полынова, З. Ю. Шокальская принимала участие в деятельности Комиссии по почвенной карте Азии, Индонезии и Индокитая, разработанной на II Международном конгрессе почвоведов. С 1935 по 1937 год З. Ю. Шокальская, под руководством академика Л. И. Прасолова участвовала в создании «Мировой почвенной карты» для «Большого советского атласа мира». Одновременно с научной деятельностью с 1932 года З. Ю. Шокальская занималась и педагогической работой  в Институте физической географии АН СССР и в Всероссийском институте механизации обобществлённого сельского хозяйства.
С 1942 по 1959 год — директор Центрального музея почвоведения имени В. В. Докучаева АН СССР, под руководством З. Ю. Шокальской в период Великой Отечественной войны и блокады Ленинграда занималась сохранением и восстановлением музейных коллекций. Одновременно с 1940 года З. Ю. Шокальская являлась членом бюро Почвенной комиссии, Президиума и Учёного совета, с 1942 по 1944 год — исполняющая обязанности вице-президента Всесоюзного географического общества.

### Научно-педагогическая деятельность и вклад в науку
Основная научно-педагогическая деятельность З. Ю. Шокальской была связана с вопросами в области  почвоведения и физической географии. З. Ю. Шокальская занималась исследованиями в области
изучения почвенного покрова окрестностей Кольского полуострова и Ленинграда, занималась работами по обобщению почвенно-географических материалов по ряду субтропических и тропических стран. 
С 1955 года — почётный член  Всесоюзного географического общества и Всесоюзного общества почвоведов при АН СССР.
В 1948 году за монографию «Почвенногеографический очерк Африки» (с почвенной картой в масштабе 1:20 000 000) было присвоено учёная степень доктор географических наук. В 1949 году ей присвоено учёное звание профессор. З. Ю. Шокальской было написано более ста восьмидесяти научных трудов, в том числе  монографий, в том числе по почвенному покрову тропических и субтропических  регионов, по классификации, генезису и географии почв. В 1958 году Указом Президиума Верховного Совета РСФСР за заслуги научной деятельности ей было присвоено почётное звание Заслуженный деятель науки РСФСР.

## Основные труды
- Почвенная карта Африки / сост. З. Ю. Шокальской под ред. акад. Л. И. Прасолова. - Ленинград, 1943.
- Жизненный путь Ю. М. Шокальского (по данным семейного архива и личным воспоминаниям) / Памяти Юлия Михайловича Шокальского: Сборник статей и материалов / Под ред. акад. И. Ю. Крачковского ; Акад. наук СССР. Геогр. о-во СССР. - Москва ; Ленинград : изд-во и 1-я типолитогр. Изд-ва Акад. наук СССР, Ч. 1. — 1946. — 375 с.
- Почвенно-географический очерк Африки: Условия почвообразования, почвы и их распределение / З. Ю. Шокальская ; Под ред. акад. Л. И. Прасолова ; Акад. наук СССР. Почв. ин-т им. В. В. Докучаева. - Москва ; Ленинград : Изд. и 1-я тип. Изд-ва Акад. наук СССР в Л., 1948. — 408 с.
- Die Böden Afrikas: Die Bedingungen der Bodenbildung. Die Böden und ihre Klassifikation / S. Ju. Schokalskaja ; Übers. aus dem Russ. von Dipl.-Ing. Friedrich Krantz. - Berlin : Akad.-Verl., 1953. — 408 с.
- Шокальская З. Ю. Краткий очерк возникновения и развития музея почвоведения (рус.) // Сборник работ Центрального музея почвоведения : сборник статей. — СПб: Изд-во АН СССР, 1954. — Т. 1, № 1. — С. 5-41.
- Жизненный путь Ю. М. Шокальского. (1856—1940). - Москва : Географгиз, 1960. — 127 с[8]